# Miho Bošković
Miho Bošković (nacido el 11 de enero de 1983 en Dubrovnik) es un jugador profesional de waterpolo croata. Formó parte de la selección nacional de Croacia, que ganó la medalla de oro en los Juegos Olímpicos de Verano de 2012, así como las medallas de oro en el Campeonato del Mundo de 2007 y el Campeonato de Europa de 2010, y las medallas de bronce en los Campeonatos del Mundo de 2009 y 2011.
Bošković juega en el Vasas SC del Campeonato de Hungría, en la posición de jugador ofensivo. Ha disputado 108 partidos con la selección nacional, jugando su primer partido en Montreal, en el Campeonato del Mundo de 2005.
Con el VK Jug Dubrovnik, ganó la Euroliga LEN 2005-06, la Supercopa LEN, varios campeonatos y copas nacionales. Fue nombrado mejor jugador europeo de waterpolo en 2007 y 2012, por la LEN.
Con 369 goles, ha sido el máximo goleador de todos los tiempos de la selección absoluta de Croacia.